# انیس (نام)
اَنیس نامی مذکر عربی است که به معنای «اُنس‌گرفته، همدم، همنشین، آرام، صمیمی» می‌باشد. انیس نام کوچک افراد زیر است:
- انیس النصولی: (۱۹۰۲–۱۹۵۷) ادیب، روزنامه‌نگار و تاریخ‌نگار لبنانی
- انیس خوری: (؟ - ۱۹۲۰م) نویسنده و ادبیات‌پژوه لبنانی ب
- انیس طالوی: (۲۲ سپتامبر ۱۸۲۷ – ۱۵ فوریه ۱۹۰۹) فقیه حنفی، زبان‌شناس، محدث و مفسر سوری
- انیس مقدسی: (۱۸۸۰ – ۷ فوریه ۱۹۷۷) ادیب و زبان‌شناس لبنانی
- انیس سلوم: (۱۸۶۲ – ۱۲ دسامبر ۱۹۳۱) آموزگار، نویسنده و شاعر سوری
- انیس نوفل: (۱۸۵۴–۱۸۷۳) (انیس بن عبدالله بن جرجیس نوفل) شاعر لبنانی بود
- انیس وزیر: (۱۹۰۸–۱۹۶۸م) نظامی و نویسنده عراقی

## وابسته
- انیس (ابهام‌زدایی)